# 阿莫爾鎮區 (明尼蘇達州奧特泰爾縣)
阿莫爾鎮區（英語：Amor Township）是位於美國明尼蘇達州奧特泰爾縣的一個行政鎮區。

## 歷史
阿莫爾鎮區於1879年設立。鎮區得名自「愛」的拉丁語。

## 地方資料
阿莫爾鎮區的面積為91.00平方千米，當中陸地面積為59.59平方千米，而水域面積為31.41平方千米。根據2020年美國人口普查的數據，當地共有人口481人，而人口密度為每平方千米5.29人。